# Костянтинівка (Черкаський район)
Костянти́нівка — село, у Черкаському районі Черкаської області, у складі Балаклеївської сільської громади, розміщене на правому березі річки Сріблянки. Станом на 2008 рік у селі мешкало 2769 людей. Дворів 1383.

## Історія
В курганах  другої  половини  7 ст. до н.е. в селі Костянтинівці знайдено бронзовий посуд, що належить до групи Кавказьких бронз. В скіфському кургані 6 ст. до н.е. серед речових знахідок привертає увагу тонкостінна  бронзова посудина. Дослідники зарахували її до речей грецького довозу. Але деякі вчені вважають, що казан виготовлений ремісниками Кавказу.  На території України зараз відомо близько 10 таких казанів, всі вони пов’язані з комплексами новочеркаського типу.
Вперше назва села зустрічається в Люстрації Київського воєводства під 1622 роком. Саме тому 1622 рік і взято як офіційний рік заснування села. Майже через 100 років потому з'явилося с. Будки, а на початку XX ст. — с. Плоске. Село Костянтинівка утворилося як слобідка Костянтинів поблизу міста Сміли. Також є версія за іншими історичними нарисами про те, що: «…в 1622 році ґрунт на березі річки зайняв реєстровий козак Левко Костянтинівський. Збудував хатину, загатив греблю і почав господарювати». В документах Ірдинського (Успенського) монастиря згадується, що Левко Костянтинівський, житель слобідки, продав греблю за 500 золотих вищезгаданому монастиреві 20 березня 1625 року. Ця гребля, а вірніше водяний млин, знаходиться на річці Рдень (Ірдині). 
Щоб привабити селян до роботи у своїх староствах польські магнати почали закликати селян з інших місць України, обіцяючи їм повне або майже повне звільнення від повинностей – «слободи» на 15-30 років. Тому люди з неймовірною швидкістю стали їх заселяти. Так Костянтинів маючи 20 років «слободи» почав інтенсивно заселятися втікачами від своїх панів з Волині та Поділля, а також тими, хто ховався від набігів кримських татар. Особливо уславився інтенсивністю заселення своїх земель Станіслав Конецпольський.
У травні 1768 року на території села стояв загін козаків Бурки. Три дні гостював у селі Максим Залізняк. Село позначено на мапі Боплана 1648 року як "Konstantinov".

## Населення

### Мовний склад
Рідна мова населення за даними перепису 2001 року:
| Мова       | Чисельність, осіб | Доля     |
| ---------- | ----------------- | -------- |
| Українська | 2 633             | 95,78 %  |
| Російська  | 110               | 4,00 %   |
| Інше       | 6                 | 0,22 %   |
| Разом      | 2 749             | 100,00 % |

## Сучасність
На території с. Плоского створено сільськогосподарське підприємство з обмеженою відповідальністю «Лан», яке є володарем 1967 га, землі в тому числі орної — 1748, сіножатей — 6, лісів — 258, пасовищ — 206, став — 0,2 га.
Після отримання Україною томосу з Константинополя у 2018 році, церковна громада села однією із перших на Смілянщині визначилася із курсом на приєднання до новоутвореної ПЦУ (митрополії Вселенського патріархату).
З початком реформи децентралізації в Україні у 2014 році громада розділилася на три табори: одні бажали утворити власну об'єднану територіальну громаду з центром у Костянтинівці, інші вважали, що економічно-доцільнішим буде об'єднатися із сусідньою Балаклеєю, натомість, треті вбачили майбутнє громади в об'єднанні із містом Смілою, яка на той час була районним центром. На декількох обговореннях у 2015 році компромісу досягнуто не було. 
Для утворення власної громади потрібно було прохання сільської ради до Кабінету Міністрів України про відокремлення сіл Будки та Плоске від Костянтинівки, для можливості майбутнього об'єднання, адже Закон України "Про добровільне об'єднання громад" вбачає об'єднання двох та більше незалежних одна від одної громад, таке прохання радою подано не було.
У 2019 році після проведення чергового обговорення, жителі села погодилися на добровільне об'єднання з утвореною у 2018 році Балаклеївської ОТГ. У 2020 році Кабінет Міністрів України затвердив перспективний план децентралізованої Черкаської області, у якому приєднав Костянтинівську сільську громаду до Балаклеївської ОТГ.

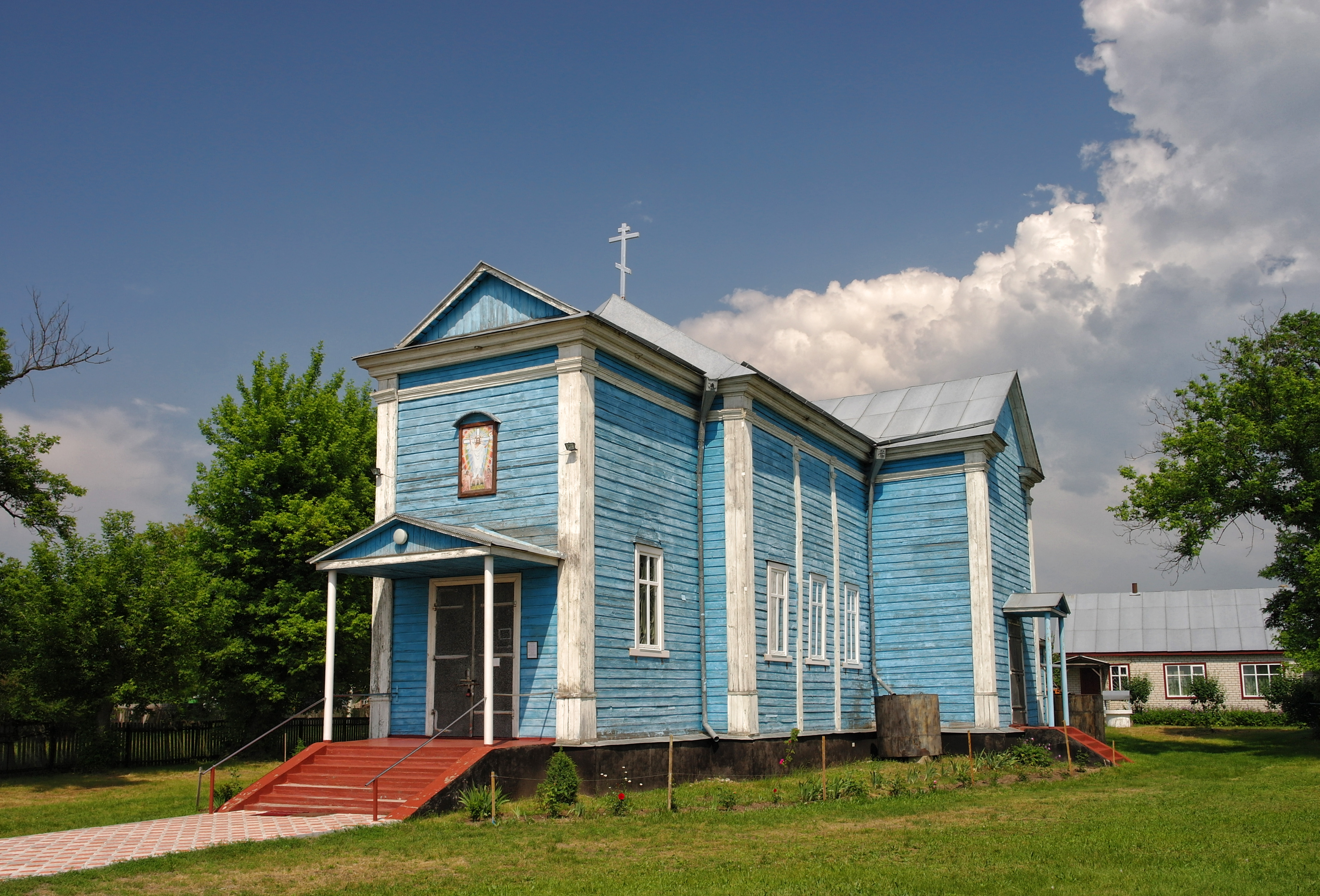
Церква Воскресіння у селі

## Хронологія історичних подій
- 1659-1786 р.р. Слобідка Костянтинів належить польським магнатам: Конецпольським, Яблуновським, Любомирським, з 1787 року — Григорію Потьомкіну, з 1791 року — графу Самойлову, а з 1838 року — його спадкоємиці Софії Олександрівні Самойловій та її чоловікові О. О. Бобринському.
- Середина XIX століття. «Константиновка, село при р. Серебрянке, в 4-х верстах выше Смели. Через село идет почтовая дорога. Жителей обоего пола: православних 1469, римских католиков — 14». В селі діє цукроварня.
- 1868 рік. 14 травня Київський губернатор повідомляє, що селяни Костянтинівки вчинили опір місцевій владі і вимагають душового наділу землі або забезпечення городників польовим наділом та зняття межових знаків"
- 1900 рік. рос. "Константиновка: дворов - 509, жителей - 2545 человек. Из них принадлежит графам Бобринским 1000 дес., церкви - 40 дес., крестьянам -1181 дес. В селе имеются: православная церковь, церковно-приходская школа, водяная мельница, кирпичный завод, 17 ветряных мельниц, принадлежащих крестьянам", («Список населенных мест Киевской губернии», 1900 р.).
- 1917 рік. Мешканці села ведуть боротьбу за землю. «Всупереч встановленій нормі збирати просо за четвертий сніп селяни Костянтинівського маєтку приймають рішення і забирають третій сніп».
- 1921 рік. В селі дворів — 623, з них безземельних −215.
- 1926 рік. На селі створюються два ТСОЗи — «Плугар» та ім. Чубаря.
- 1928 р. 7 бідняцьких родин Сміли об'єдналися у комуну «Серп і Молот», яка була створена на базі земель, що розміщувались в районі селища Кут, над Тясмином (урочище «Паланка» − 186 га) та на рівнині (тепер с. Плоске). Через рік комуну було перетворено у колгосп. В цей час селяни-незаможники організовують артілі «Нове життя», ім. Крупської (с. Будки), які в 1950 році об'єдналися в один колгосп «Серп і Молот», який розвивався як багатогалузеве господарство.
- 1937 рік. Середня врожайність зернових по колгоспу склала 15 цнт. Грошовий фонд розподілу колгоспникам зріс до 160 тис. крб. (проти 120 тис. в 1936 році). Зросла вартість трудодня. Так, Харченко Федора, виробивши 1214 трудоднів, заробила 3650 кг хліба, стільки ж городини і а 2306 крб. грошима.
- 1940 рік. В колгоспі організовується жіноча тракторна бригада, яку очолила Федора Чуприна.
- 1941–1945 р.р. Німецько-радянська війна. Костянтинівці воюють як на фронтах, так і в партизанському загоні ім. Пожарського (командир Д. І. Гарячий). 237 жителів села віддали своє життя за свою батьківщину, 256 — нагороджено орденами й медалями СРСР.
- 1944 рік. 19 січня Костянтинівка звільнена від німецько-нацистських окупантів.
- 1945 рік. 27 червня газета «Червоний стяг» повідомляє: «На колгоспному подвір'ї стоять готові до жнив 3 жатки, виготовлено 20 кіс і 100 серпів, днями буде закінчено ремонт молотарки».
- 1950 рік. В господарстві 45 корів, 170 свиней, у тому числі 46 свиноматок, від кожної з яких одержано по 9,5 ділових поросят. Грошові прибутки за 1949 ріксклали 1 млн. 50 тис. карбованців.
- 1954 рік. МТФ колгоспу «Серп і Молот» виборола перше місце в районі, визнана учасником Всесоюзної сільськогосподарської виставки, де премійована електродоїльним апаратом.
- 1980-1982 р.р. В господарстві побудовано пункт технічного обслуговування сільськогосподарської техніки, будинок механізаторів, їдальню для спеціалістів, корівник на 200 корів, кормовий дворик, силосні споруди в Плоскому і Будках, приміщення для молодняка птиці з клітковим утриманням, благоустроєно територію птахоферми. Газифіковано село Плоске, котельна якого забезпечує теплом машинний двір, їдальню та інші приміщення. виробництва, Головний комітет ВДНГ СРСР нагородив колгосп «СерпМолот» дипломом першого ступеня і премією — мікроавтобусом. Золотої медалі удостоєний голова правління І .Я. Пічкур, срібної — п гаш- я Г. І. Гирич.
- 1997 рік. Костянтинівка урочисто відзначила своє 375-річчя. Мазали свята свідчать: в селі 1345 дворів, проживає 3020 чоловік, у користуванні яких знаходиться 294 гектари землі. КСП «Серп і Молот» у своєму користуванні має 2470 гектарів землі, даних працюють 358 чоловік. Тут утримується 1348 голів великої рогатої худоби, 58 голів свиней, 20 тис. птиці. На території села діють цегельний завод фірми «Орізон», Смілянсь- 1РЕМ, магазини та хлібокомбінат Смілянського райспоживтовари-
- 1999 рік. 1 січня. Вартість основних виробничих фондів 14 млн тис. гривень. Валове виробництво сільськогосподарської продукції 1998 рік 2 млн. 357 тисяч гривень. Працює в господарстві 282 чол. одномісячна зарплата одного працюючого 155 гривень. Рентабільність: рослинництво — 35,7 відсотка, тваринництво — збиткове. Переробні підприємства господарства: млин, крупорушка, ДКУ, лікарня.
- 1999 рік. 23 квітня. Згідно з рішенням зборів уповноважених КСП «Серп і Молот» перереєструється у сільськогосподарське товариство з меженою відповідальністю «Лан». В господарстві 1560 голів худоби, 400 голів свиней, 58 тисяч голів ці.
- 2020 рік. Входження Костянтинівки до складу Балаклеївської ОТГ.

## Видатні уродженці
- Коваленко Анатолій Дмитрович — український радянський діяч.
- Лісова Наталія Іванівна - український науковець та громадський діяч.
- Шаптала Сергій Олександрович -  український військовий.